# Pteropus fundatus
Pteropus fundatus is een vleermuis uit het geslacht Pteropus die voorkomt op de eilanden Mota en Vanua Lava in het noorden van Vanuatu.
P. fundatus is een kleine Pteropus. De bovenkant van het lichaam is grijsbruin, op de oranje of gele schouders na, de onderkant is geelgrijs. De kop-romplengte bedraagt 137 tot 152 mm, de voorarmlengte 100 tot 102 mm, de tibialengte 47,6 tot 50,1 mm, de oorlengte 16,5 tot 17,8 mm en het gewicht 184 tot 224 g.